# Chiesa di San Marco (Foresto Sparso)
La chiesa di San Marco è il principale luogo di culto cattolico di Foresto Sparso, in provincia e diocesi di Bergamo; fa parte del vicariato di Predore. La chiesa fu elevata a parrocchiale nel 1505.

## Storia
La chiesa dedicata a san Marco fu eretta nel 1337 con il permesso del vescovo di Bergamo Cipriano degli Alessandri, ed elevata canonicamente a parrocchia del 1505 con decreto del vescovo Lorenzo Gabriel.
La chiesa fu visita da san Carlo Borromeo arcivescovo di Milano, che visitò tutti i luoghi di culto della bergamasca, il 17 settembre 1575 fu presente nella chiesa di Foresto Sparso dedicata a san Marco. Dalla relazione si evince che vi erano le scuole del Santissimo Sacramento, della dottrina cristiana aperta solo ai maschi e la consorzio pio della Misericordia e altre che sostenevano le necessità dei più disagiati. Era liturgicamente retta da un sacerdote curato.
Nel 1659 fu il vescovo san Gregorio Barbarigo a visitare la parrocchia che faceva parte della vicaria di Calepio, ne documenta la presenza delle confraternite del Santissimo Sacramento, del Santissimo Rosario, la scuola della dottrina cristiana, e alcune congregazioni pie. Vi era la presenza di due sacerdoti.
La chiesa fu inserita nel 1666 nel “Sommario delle chiese di Bergamo”, elenco redatto dal cancelliere della curia vescovile Giovanni Giacomo Marenzi. Nel documento è indicata come chiesa parrocchiale di Foresto in Val Calepio, dedicata a di San Marco evangelista, vi erano le scuole del Santissimo Sacramento, del Santo Rosario, e la congregazione pia della Misericordia, e vi erano cinque altari. In prossimità della chiesa esisteva un "hospitio" dei frati serviti con un piccolo edificio di culto intitolato a San Giovanni Battista, di ragione del monastero del Montecchio. La liturgia era retta da un curato, un cappellano e un chierico.
Nel 1668 iniziò la ricostruzione dell'edificio che non era più rispondente alle necessità dei parrocchiani, con la consacrazione nel 1692 dal vescovo Daniele Giustiniani che ne mantenne l'antica intitolazione a san Marco evangelista.
Il vescovo Giovanni Paolo Dolfin visitò la chiesa il 24 giugno 1781, e allegata alla sua relazione vi è il documento stilato dall'allora parroco che indica la presenza di cinque altari gestiti dalle diverse scuole, si esercitava la dottrina cristiana e vi erano sussidiarie molti oratori tra i quali quello di santa Maria ad Nives, san Rocco, San Giovanni detto delle formiche, San Pietro a Gaforelli. La chiesa era retta da un parroco coadiuvato da otto sacerdoti.
Alla fine del Settecento la chiesa fu oggetto di un restauro interno e nel secolo successivo della formazione del sagrato con la zona cimiteriale. Anche durante il Novecento furono eseguiti lavori di manutenzione, mantenimento e adeguamento liturgico.
Con decreto del 27 maggio 1927 del vescovo Giulio Oggioni la chiesa fu inserita nel vicariato di Predore.

## Descrizione
L'edificio di culto con orientamento a ovest è posto nella parte più bassa del paese. Il sagrato con pavimentazione in cubetti di porfido precede la facciata divisa da riquadrature in rilievo con un'alta zoccolatura in pietra. L'ingresso principale con paraste architrave e timpano curvo spezzato in pietra è posto centralmente e nella parte superiore vi è la grande finestra rettangolare atta a illuminare l'aula, e superiore un oculo posto terminale alla facciata con timpano triangolare. Ai lati vi sono due porticati aperti con archi sorretti da colonne in pietra e sopraelevati da tre gradini rispetto al sagrato.
L'interno a pianta rettangolare con volta a botte é a unica navata. L'aula si divide in quattro campante da lesene complete di zoccolature e capitelli di ordine corinzio che reggono la trabeazione con fregio e il cornicione. Nella prima campata a sinistra vi è il fonte battesimale, mentre la parte corrispondente a destra la zona penitenziale con il confessionale ligneo. Vi sono gli altari dedicati a san Fermo e Rustico, alla Madonna e ai santi Francesco e Antonio. Concludono la navata gli altari dedicati alla Madonna del Rosario e all'Ultima cena.
La zona presbiteriale con copertura a tazza circolare è preceduta dall'arco trionfale e rialzata da tre gradini terminante con il coro coperto da catino absidato dove vi sono due aperture che lo illuminano.